# Usetty Béla
Usetty Béla dr. (Budapest, 1887. április 17. – Budapest, 1970. május 18.) ügyvéd, országgyűlési képviselő. 1935–1940 között a Budapest Székesfővárosi Közlekedési Részvénytársaság (BSzKRT) vezetője.

## Életpályája
Usetty Ferenc György és Freiszleder Mária fia. A középiskola elvégzése utána budapesti Pázmány Péter tudományegyetem jogi- és államtudományi fakultásának hallgatója, itt szerezte meg a jogi- és államtudományi doktorátust. Tanulmányait befejezve, miután ügyvédi diplomát nyert bejárta egész Közép Európát, különösen Angliában, Franciaországban, Svájcban, Olaszországban és Ausztriában végzett jogi stúdiumokat. Hazatérve, Budapesten nyitott ügyvédi irodát, a Ferencvárosban folytatott jogi gyakorlatot. 
A főváros kommunális és politikai életében már régóta szerepel: ilyen irányú tevékenységét a néhai Usetty Ferenc, a Ferencváros hosszú időn keresztül népszerű vezére oldalán kezdte meg. 1919-ben a Wolff-párt programjával lett a ferencvárosi polgárság pártjának vezére, a Ferencvárosi Kaszinó elnöke. 1920-ban a fővárosi törvényhatósági bizottság tagjává választották. Ekkor még a Keresztény Községi Párthoz tartozott, de mikor Ripka Ferenc főpolgármester pártja, illetőleg az Egységes Községi Polgári Párt megalakult, mint őszinte híve a középút politikának ide csatlakozva a fővárosi politikájában sikerrel szolgálta a közérdeket. 
Az országos politikában 1926 óta szerepel. Akkor választották meg a főváros déli kerültében az Egységes Községi Polgári Párt listáján. A parlamentben a polgári és különösen a kispolgári érdekeknek buzgó szószólója, igazságügyi kérdésekben hűséges védője. Szűkebb kerületében a Ferencvárosban, a polgárság körében igen nagy népszerűségnek örvend, így az 1931. évi választásokon pártjának képviseletében újra a budapesti déli kerületben kapott mandátumot. Az új parlamentben többször szállt síkra a kispolgárság, a tisztviselő társadalom, az ügyvédi kar jogos érdekeinek megvédéséért, többször szót emelt a tisztviselői fizetéscsökkentések, a tisztviselők nyugdíjának leszállítása ellen. 1935-ben ismét mandátumhoz jutott, az ezúttal már Gömbös Gyula neve által fémjelzett, Nemzeti Egység Pártjának hívott kormánypárt jelölésében.

## MLSZ elnök
(1932-1939) között a Magyar Labdarúgó-szövetség (MLSZ) első számú vezetője volt, majd az FTC elnöke lett. Ennek a korszaknak a jogalkotás terén is megmutatkozó politikai antiszemitizmusa hatással volt a magyar labdarúgás mindennapjaira is.
A profi sport léte érdekében kétségbeesett erőfeszítéseket tettek. Olaszország rendezte a II., az 1934-es labdarúgó-világbajnokság küzdelmeit, ahol a magyar válogatott a negyeddöntőben elbúcsúzott. 1935-ben az MLSZ megszüntette az évek óta haldokló profi bajnokságot. Labdarúgásunk előnyére a berlini olimpia sem hozott kiemelkedő sikereket. Együtteseink a Közép-Európa Kupa (KK) küzdelmeiben sikeresen vettek részt. Franciaország rendezte a III., az 1938-as labdarúgó-világbajnokság küzdelmeit, ahol a magyar csapat ezüstéremmel zárta a tornát. Az elnöki posztról az egyre jobban megerősödő zsidóüldözés miatt 1939-ben lemondott.
1941. július 19-én Budapesten, a Ferencvárosban házasságot kötött a nála 17 évvel fiatalabb Czobor Erzsébet Vilmával, Czobor Ottó és Vollák Ilona Etelka lányával.